# Фторид иода(VII)
Фтори́д ио́да(VII) (гептафтори́д ио́да, семифто́ристый ио́д), IF7 — бесцветный чрезвычайно ядовитый тяжёлый газ (при 20 °C) с резким неприятным запахом, высший фторид иода, в котором атом иода проявляет степень окисления +7. Тяжелее воздуха почти в 9 раз.

## Физические свойства
До сегодняшнего дня нет единого мнения о температурах фазового перехода соединения, поскольку его сложно очистить от примеси IOF5, который занижает температуру плавления. По некоторым данным, температура плавления соединения находится в пределах 6,4 ± 0,1 °C. По другим данным, вещество возгоняется при 4,77 °C.
| Свойство                                                     | Значение                                                                 |
| ------------------------------------------------------------ | ------------------------------------------------------------------------ |
| Энтальпия образования (298 К, в газовой фазе)                | −122,22 кДж/моль; по другим данным −229,80 кДж/моль или −961,5 кДж/моль; |
| Энтропия образования (300 К, в газовой фазе)                 | 355,16 Дж/(моль·К); по другим данным 353,0 Дж/(моль·К)                   |
| Теплоёмкость при постоянном давлении (300 К, в газовой фазе) | 137,09 Дж/(моль·К); по другим данным 135,6 Дж/(моль·К)                   |

Кристаллизуется в двух модификациях, из которых выше −125 °C устойчивы кристаллы кубической сингонии, пространственная группа Im3m, параметры ячейки a = 0,628 нм, Z = 2.

## Строение
Пентагонально-бипирамидальное строение молекулы подтверждено спектроскопически при помощи ИК, КР и ЯМР-19F спектроскопии.

## Методы получения
- Известен метод получения гептафторида взаимодействием иода с фторидами металлов, например, фторидом серебра. Такую реакцию впервые наблюдал Каммерер. Однако в таких условиях также получается пентафторид иода:

{\displaystyle {\mathsf {I_{2}+14AgF\rightarrow 2IF_{7}+14Ag}}}
- Также применяется метод получения из простых веществ. Для этого фтор пропускают над иодом в платиновом реакторе. Сначала образуется пентафторид иода, который при 270 °C реагирует с фтором и образует гептафторид.

{\displaystyle {\mathsf {I_{2}+5F_{2}\rightarrow 2IF_{5}}}}
{\displaystyle {\mathsf {IF_{5}+F_{2}\rightarrow IF_{7}}}}
- Чаще всего применяют взаимодействие пентафторида иода с фтором, при этом проходят процессы, аналогичные второй стадии предыдущего метода.
- Продукт, полученный вышеописанными методами, обычно загрязнён примесью IOF5 за счёт гидролиза IF7 следами воды, содержащейся в иоде. Поэтому для получения чистого продукта можно применять метод взаимодействия фтора с тщательно обезвоженными иодидами (их легче осушить, чем элементный иод)[2] при 150—300 °C[1]. Например:

{\displaystyle {\mathsf {PdI_{2}+9F_{2}\rightarrow 2IF_{7}+PdF_{4}}}}

## Химические свойства
Химические свойства гептафторида иода во многом схожи со свойствами трифторида хлора. Химически чрезвычайно активен и агрессивен к большинству материалов. Сильный окислитель.
- Достаточно часто в начале реакции молекула гептафторида отщепляет 2 атома фтора, которые участвуют в дальнейшей реакции, а IF5 выделяется с продуктами:

{\displaystyle {\mathsf {2B+3IF_{7}\rightarrow 2BF_{3}+3IF_{5}}}}
- Углекислый газ сгорает в присутствии IF7 с образованием элементного иода:

{\displaystyle {\mathsf {7CO_{2}+4IF_{7}\rightarrow 2I_{2}+7CF_{4}+7O_{2}}}}
- Гидролизуется водой, при этом образуется ортоиодная кислота и фтороводород:

{\displaystyle {\mathsf {IF_{7}+6H_{2}O\rightarrow H_{5}IO_{6}+7HF}}}
- Реагирует с диоксидом кремния и стеклом с образованием оксопентафторида иода и тетрафторида кремния:

{\displaystyle {\mathsf {2IF_{7}+SiO_{2}\rightarrow SiF_{4}+2IOF_{5}}}}
- С некоторыми фторидами (AsF5, SbF5, BF3)[5] образует комплексные соединения, которые вполне устойчивы до температуры около 140 °C. Предположительно, структура таких соединений ионная: IF6+·AsF6−.

{\displaystyle {\mathsf {IF_{7}+AsF_{5}\rightarrow IF_{6}[AsF_{6}]}}}
- При нагревании до 200 °C медленно диссоциирует на низшие фториды иода и F2[1].

- Органические соединения при контакте с гептафторидом иода воспламеняются или взрываются с образованием множества различных продуктов, которые обычно не полностью идентифицированы.

## Применение
Нашёл некоторое применение в органическом синтезе.

## Токсикология
Гептафторид иода — едкое, весьма токсичное вещество, обладающее удушающим действием. Как и все производные иода со степенью окисления +7, является сильным окислителем. В высоких концентрациях фторид иода(VII) очень сильно раздражает кожу и слизистые оболочки.
ПДК в рабочей зоне — 0,5 мг/м³ (по фтору).